# Fatehpur (Barabanki)
Fatehpur è una suddivisione dell'India, classificata come nagar panchayat, di 29 944 abitanti, situata nel distretto di Barabanki, nello stato federato dell'Uttar Pradesh.